# The Lord of the Rings: The Rings of Power
The Lord of the Rings: The Rings of Power is een Amerikaanse fantasyserie die gebaseerd is op het boek In de ban van de ring van J.R.R. Tolkien. De serie speelt zich af tijdens de Tweede Era in Midden-aarde, enkele duizenden jaren voor de gebeurtenissen van De Hobbit en In de ban van de Ring. De serie werd geproduceerd door Amazon Studios en New Line Cinema. De reeks werd vanaf 1 september 2022 gestreamd op Amazon Prime.

## Cast
- Morfydd Clark als Galadriel, een Elfenkrijger
- Lenny Henry als Sadoc Burrows, een ouderling van de Bruivels (seizoen 1)
- Markella Kavenagh als Elanor "Nori" Brandyfoot, een Bruivel
- Charlie Vickers als Sauron / Halbrand, de Duistere Heer van Mordor die zich voordeed als een Mens uit de Zuidlanden
- Robert Aramayo als Elrond, een Halfelf
- Benjamin Walker als Gil-galad, de hoge koning van de Elfen
- Nazanin Boniadi als Bronwyn, een Menselijke genezeres (seizoen 1)
- Ismael Cruz Córdova als Arondir, een Elf
- Charles Edwards als Celebrimbor, de Elfensmid en vervaardiger van de Ringen van Macht
- Owain Arthur als Durin IV, prins van Moria
- Peter Mullan als Durin III, koning van de Dwergen
- Cynthia Addai-Robinson als Míriel, koningin-regentes van Númenor
- Trystan Gravelle als Pharazon, een Númenoreaanse adviseur van koningin Míriel
- Daniel Weyman als Gandalf/"Vreemdeling"
- Lloyd Owen als Elendil uit Númenor
- Max Baldry als Isildur uit Númenor
- Leon Wadham als Kemen uit Númenor
- Joseph Mawle (seizoen 1) en Sam Hazeldine (seizoen 2) als Adar, leider van een Orkenleger
- Rory Kinnear als Tom Bombadil (seizoen 2)
- Ben Daniels als Círdan (seizoen 2)
- Ciarán Hinds als de Duistere Tovenaar, een Istari (seizoen 2)
- Kevin Eldon als Narvi (seizoen 2)
- Amelia Kenworthy als Mirdania, een Elfensmid (seizoen 2)
- Nia Towle als Estrid, een menselijke vrouw en geliefde van Isildur (seizoen 2)

## Nederlandse nasynchronisatie
Hoewel Amazon Prime in Nederland in trailers enkel de originele versie met Nederlandse ondertitels vertoont, biedt het platform wel een in het Nederlands nagesynchroniseerde versie van de serie aan. Na de aftiteling van het origineel volgen eindtitels voor elke afzonderlijke internationale dub, waaronder de Nederlandse.
- Studio: Wim Pel Productions B.V.
- Vertaler: Christa Lips
- Dialoogregie: Rutger le Poole
- Dubbing Supervisor: Beatrijs Sluijter

Met de stemmen van: 
- Galadriel: Peggy Vrijens
- Elrond: Xander van Vledder
- Prins Durin: Marcel Jonker
- Bronwyn: Chava voor in 't Holt
- Arondir: Peter van Rooijen
- Nori: Fé van Kessel
- Poppy: Desi van Doeveren
- Theo: Bo Bellamy
- Gil-Galad: Wiebe-Pier Cnossen
- Finrod: Enzo Coenen
- Hallbrand: Erik van der Horst
- Elendil: Ruben Lürsen
- Koningin-regentes Miriel: Joy Wielkens
- Isildur: Florens Eijkemans
- Sadoc: Mike Ho-sam-sooi
- Largo: Finn Poncin
- Disa: Joanne Telesford

Overige stemmen:
- Louis van Beek, Hein van Beem, Bo Bellamy, Ricardo Blei, Joost Claes, Wiebe-Pier Cnossen, Vita Coenen, Jonathan Demoor, Huub Dikstaal, Paul Disbergen, Fien van Doesburg, Ewout Eggink, Florens Eijkemans, Sander de Heer, Stephan Holwerda, Mike Ho-sam-sooi, Jord Knotter, Jimmy Lange, Rutger le Poole, Frans Limburg, Christa Lips, Ruben Lürsen, Rob van de Meeberg, Fred Meijer, Juneoer Mers, Jan Nonhof, Moos Parser, Lux Parser, Peggy Sandaal, Jasmine Sendar, Oscar Siegelaar, Hymke de Vries, Donna Vrijhof, Danny Westerweel, Jorien Zeevaart en Sil van der Zwan.

## Productie

### Rechten
Amazon kocht in 2017 voor een bedrag van 250 miljoen dollar de filmrechten van In de ban van de Ring. Er waren afspraken om vijf seizoenen te maken voor een prijs van meer dan een miljard. De kosten van de productie van het eerste seizoen met acht afleveringen werden geraamd op een som van 462 miljoen dollar. In eerste instantie benaderde Amazon Peter Jackson, die eerder ook producer en regisseur was van The Lord of the Rings en The Hobbit, maar uiteindelijk besloot de maatschappij niet met hem in zee te gaan.

### Creatief team
J.D. Payne en Patrick McKay pitchten hun idee over een serie die zich in de Tweede Era afspeelde bij Amazon. Zij kregen daarop het groene licht om een serie te ontwikkelen. Het was voor deze twee heren de allereerste serie die zij zouden gaan produceren. Simon Tolkien, kleinzoon van J.R.R. Tolkien, was consultant. Televisieproducent en schrijver Bryan Cogman, die eerder ook betrokken was bij Game of Thrones, werd in mei 2019 aan het creatief team toegevoegd. Voor het creatieve ontwerp van de serie werd ook Tolkien-illustrator John Howe bij het project betrokken. De regisseur Juan Antonio Bayona verbond zich vervolgens ook aan het project om de eerste twee afleveringen te regisseren. Voor de muziek van de serie verbond componist Bear McCreary zich aan de serie om de soundtrack te verzorgen. Howard Shore, die verantwoordelijk was voor de muziek van The Lord of the Rings, componeerde het hoofdthema van The Rings of Power.

### Casting

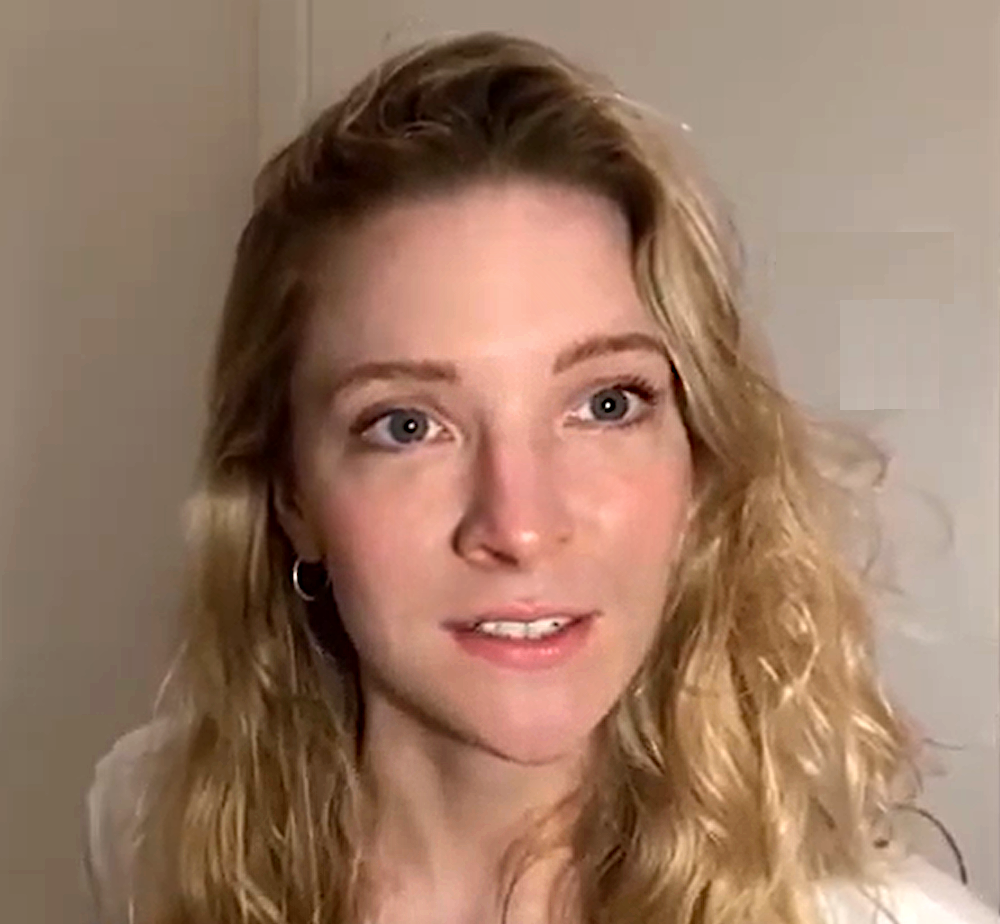
Morfydd Clark werd gecast om het hoofdpersonage Galadriel te spelen

Een van de eerste acteurs die verbonden werd aan het project was actrice Markella Kavanagh die de rol van Tyra zou spelen, een personage dat speciaal voor de serie bedacht is. Haar casting werd gevolgd door die van Will Poulter op 4 september 2019, maar hij stapte in december van dat jaar alweer uit het project. Op 21 oktober werd Joseph Mawle aan de cast toegevoegd. Volgens geruchten zou hij de slechterik van de serie gaan spelen "Oren". Morfydd Clark werd in december gecast voor de rol van de jonge Galadriel. Dit personage werd in de Lord of The Rings-trilogie gespeeld door Cate Blanchett. Clark was met deze rol de eerste grote rol van de serie die werd aangekondigd. De producenten castten ook een aantal acteurs van kleur voor belangrijke rollen. Zo wordt de elf Arondir gespeeld door Ismael Cruz Córdova. De Brits-Jamaicaanse acteur Lenny Henry werd gecast als een Bruivel-ouderling en Sophia Nomvete nam de rol van de dwergenprinses Disa op zich.
Voor het tweede seizoen kondigde Amazon een aantal nieuwe acteurs aan. Ben Daniels, Nicholas Woodeson, Calam Lynch, Stuart Bowman en Amelia Kenworthy zijn een aantal van de nieuwelingen die aan de cast werden toegevoegd in nog onbekende rollen. Ook werd Sam Hazeldine gecast voor de rol van Adar, die in het eerste seizoen werd gespeeld door Joseph Mawle. Op 20 maart 2023 kondigde Amazon een aantal nieuwe acteurs aan die in de serie zouden gaan spelen. Onder hen bevonden zich Rory Kinnear en Ciarán Hinds. In aanloop naar de start van het tweede seizoen maakten de producenten bekend dat Kinnear was gecast als het enigmatische personage Tom Bombadil. Voor het derde seizoen werd de cast uitgebreid met Eddie Marsan en Jamie Campbell Bower.

### Opnames
Net zoals de films van The Lord of the Rings werden er ook opnames voor The Rings of Power gemaakt in Nieuw-Zeeland. Een gedeelte van het filmen gebeurde in Auckland, maar ook in Central Otago en Waikato. Enkele van deze locaties  waren Coromandel, de Golf van Hauraki en Piha. Op 15 maart 2020 kwamen de opnames stil te liggen vanwege het uitbreken van de coronapandemie. De 800 leden van de cast moesten twee weken lang thuisblijven. De filmopnames gingen begin mei van dat jaar weer verder. Tijdens het productieproces van het eerste seizoen had het productieteam moeite met de uitstoot van de productie. Volgens het Sustainability Team had het filmen van het eerste seizoen in juli 2021 voor een uitstoot van een totaal van 14.387 ton koolstofdioxide gezorgd.
Begin oktober 2022 begon de productie met het filmen van het tweede seizoen in Nieuw-Zeeland. De productie voor het tweede seizoen kwam ten einde in juni 2023. Op 24 mei 2024 kondigde Amazon Prime met een eerste trailer aan dat het tweede seizoen vanaf 29 augustus van dat jaar op de streamingsdienst is te volgen. Op 13 februari 2025 kondigde Amazon Prime aan dat er een derde seizoen zou komen en dat de opnames daarvoor in het voorjaar van 2025 zouden starten.

## Afleveringen
| Nr. in reeks | Nr. in seizoen | Titel                                            | Regisseur            | Schrijver(s)                   | Eerste uitzenddatum |
| --- | -------------- | ------------------------------------------------ | -------------------- | ------------------------------ | ------------------- |
| 1 | 1              | A Shadow of the Past De schaduw van het verleden | J.A. Bayona          | John D. Payne en Patrick McKay | 1 september 2022    |
| Nadat de Duistere Heer Morgoth is verslagen, jaagt de Elf Galadriel op zijn voornaamste dienaar Sauron, die haar broer Finrod doodde op het strijdveld. Na een zoektocht van tientallen jaren vindt Galadriel een verlaten fort in de noordelijke woestenij van Forodwaith dat het merkteken van Sauron draagt. Maar haar metgezellen zijn moegestreden na de ellenlange zoektocht en dwingen haar terug te keren naar de Elfenhoofdstad Lindon, waar de Hoge Koning Gil-galad verklaart dat de oorlog tegen de troepen van Morgoth definitief voorbij is. Hij verleent Galadriel en haar gezelschap de eer naar Valinor te varen, waar zij een eeuwig leven in vrede kunnen leiden. Tijdens de vaartocht naar Valinor kiest Galadriel ervoor om van het schip in de Sundering Zeeën te springen en terug te zwemmen om de zoektocht naar Sauron voort te zetten. In de Zuidlanden van Midden-aarde waken Elfen over Mensen die afstammen van bondgenoten van Morgoth. De Elf Arondir kan het goed vinden met de Menselijke genezeres Bronwyn (Tolkien), tot afkeuring van haar dorpsgenoten in Tirharad. Samen ontdekken ze dat het naburige dorp Hordern is verwoest, terwijl Bronwyns zoon Theo een gebroken zwaard met Saurons merkteken vindt. Twee Bruivels (in Engels: Harfoots), Nori Brandyfoot en Poppy Proudfellow, zien een meteoor neerstorten en ontdekken een vreemde man in de meteoorkrater. |                |                                                  |                      |                                |                     |
| 2 | 2              | Adrift                                           | J.A. Bayona          | John D. Payne en Patrick McKay | 1 september 2022    |
| Terugzwemmend naar Midden-aarde komt Galadriel een vlot tegen met Menselijke overlevenden van een schipbreuk. Ze worden aangevallen door een zeemonster en enkel Galadriel en één Mens overleven. Zijn naam is Halbrand en hij is vanuit de Zuidlanden op de vlucht geslagen voor Orks. Samen overleven ze ook een hevige zeestorm. Nori en Poppy houden de Vreemdeling geheim voor de andere Bruivels en geven hem voedsel en onderdak. Hij spreekt hun taal niet, maar gebruikt vuurvliegjes en schijnbare magie om aan te geven dat hij op zoek is naar een sterrenbeeld dat Nori niet herkent. De Elf Arondir onderzoekt tunnels onder Hordern en wordt gevangen genomen door Orks. Bronwyn keert terug naar haar eigen dorp Tirharad om hun te waarschuwen dat ze in gevaar zijn maar ze geloven haar niet. Terug in haar eigen huis valt een Ork vanuit een tunnel onder de vloer Bronwyn en haar zoon Theo aan. Ze doden hem en gebruiken zijn hoofd als bewijs van gevaar om de rest van de stad, inclusief Waldreg de tavernehouder, te overtuigen te vertrekken. Elfenkoning Gil-galad stuurt de Halfelf Elrond om de grote Elfensmid Celebrimbor te helpen, die van plan is een krachtige nieuwe smederij in Lindon te bouwen. Elrond stelt voor dat ze hulp zoeken bij de Dwergen, en gaat naar zijn vriend prins Durin in het ondergrondse Dwergenkoninkrijk Khazad-dûm, onder het Misty Gebergte. Durin is boos dat Elrond in 20 jaar niet is geweest en zijn huwelijk gemist heeft, maar zijn vrouw Disa overtuigt hem om Elronds voorstel aan te horen. |                |                                                  |                      |                                |                     |
| 3 | 3              | Adar                                             | Wayne Yip            | John D. Payne en Patrick McKay | 9 september 2022    |
| Galadriel en Halbrand worden gered door een schip onder leiding van kapitein Elendil, die hen naar Númenor brengt, een eilandenrijk geregeerd door Mensen. De relaties tussen het eiland en Elfen blijken gespannen. Koningin-regent Míriel weigert Galadriels verzoek om een schip terug naar Midden-aarde. Galadriel bezoekt met Elendil de Hall of Lore van Númenor en ontdekt dat het merkteken van Sauron eigenlijk een kaart is van de Zuidlanden waar een nieuw rijk voor kwade krachten is gepland. Ze leert ook dat Halbrand, die gevangen zit na een vechtpartij, de wettelijke erfgenaam van de laatste koning van de Zuidlanden is. De Bruizels bereiden zich voor op hun seizoenstrek. De Vreemdeling wordt ontdekt terwijl ze proberen enkele sterrenkaarten te lezen. Hij helpt Nori's familie door hun woonwagen te duwen tijdens de migratie, wat haar gewonde vader niet kan. Arondir is gevangen genomen door Orks en meegenomen naar een bouwkamp waar ondergrondse gangen worden gegraven zodat de Orks overdag kunnen reizen. Zijn Elf-landgenoten zijn ook gevangen en worden gedood tijdens een ontsnappingspoging. Na het doden van een Warg, wordt Arondir meegenomen naar de leider van de Orks genaamd Adar, waarvan de Elfen denken dat het een van de namen van Sauron is. |                |                                                  |                      |                                |                     |
| 4 | 4              | The Great Wave                                   | Wayne Yip            | John D. Payne en Patrick McKay | 16 september 2022   |
| Míriel heeft een levendige droom over de vernietiging van Númenor door een vloedgolf. Zij toont Galadriel haar visioen van de vernietiging van Númenor in een palantír. Galadriel overtuigt Míriel om de strijd aan te gaan met de Orks in de Zuidlanden en de oorlogsvoorbereidingen beginnen. Door Isildurs fout worden hij en zijn vrienden uit de zeewacht geschopt, maar zijn vrienden weten zich vervolgens aan te sluiten bij het leger om toch mee te kunnen varen naar de Zuidlanden. Adar blijkt een duistere Elf te zijn, getekend door de tijd van de Oude Dagen. Hij laat Arondir vrij om de dorpelingen van Tirharad, die hun toevlucht zoeken in de Elfenwachttoren Ostirith, een aanbod tot overgave te doen. De herbergier Waldreg weet dat Theo het gebroken zwaard van Sauron heeft en tracht hem te overtuigen dienaar van de machtige Sauron te worden. De Orks komen te weten dat het oude artefact zich nu in de wachttoren van Ostirith bevindt. De Dwergen hebben mithril-metaal in hun mijnen gevonden en houden het geheim, maar Elrond komt het te weten. Prins Durin laat hem zweren het geheim te houden voor andere Elfen. Het erts is erg gevaarlijk om op te graven, vanwege tunnelbreuken in de oude mijn die instortingen veroorzaken. Enkele Dwergen stierven bijna tijdens de opgravingen waarop de mijn werd gesloten. Koning Durin III stuurt zijn zoon prins Durin mee met Elrond om te ontdekken wat de Elfen van Lindon van plan zijn. |                |                                                  |                      |                                |                     |
| 5 | 5              | Partings                                         | Wayne Yip            | John D. Payne en Patrick McKay | 23 september 2022   |
| De Vreemdeling beschermt Nori tegen een wolvenroedel maar geraakt zelf verwond aan zijn arm. In getoverd magisch ijs weet hij zijn wonde te genezen, maar Nori raakt het ijs ook aan en wordt weggeblazen. Zwaar geschrokken loopt zij angstig weg. In Númenor besluit Míriel een expeditie naar Midden-aarde te steunen en Galadriel overtuigt Halbrand om mee te gaan nadat ze toegeeft waarom ze Sauron zoekt. De jonge Kemen, zoon van de regeringsleider Pharazôn, probeert de expeditie tegen te houden door de schepen te vernietigen, maar Isildur voorkomt dat alle schepen verbranden. Isildur redt Kemen van de verdrinkingsdood waarmee hij een plaats verdient bij de expeditiebemanning. Hij verzwijgt dat Kemen de oorzaak is van het ene verbrande schip. In Lindon onthult Gil-galad aan Elrond zijn kennis van mithril en zijn voornemen dit te gebruiken in de strijd tegen Sauron om de Elfen te redden. Elrond smeekt prins Durin om samen terug te keren naar Khazad-dûm om zijn vader koning Durin te overtuigen mithril aan de Elfen te geven. In de Zuidlanden verlaten een deel van de dorpelingen, onder leiding van Waldreg, de wachttoren van Ostirith om Adars aanbod tot overgave te accepteren en zich bij hem aan te sluiten. Waldreg gelooft dat Adar Sauron is. In Ostirith toont Theo het gebroken zwaard aan Arondir, die zich realiseert dat het een sleutel is om de Zuidlanden te veranderen in Saurons rijk van het kwaad. De gebleven dorpelingen bereiden zich voor op de strijd tegen het naderende Orkenleger van Adar. |                |                                                  |                      |                                |                     |
| 6 | 6              | Udûn                                             | Charlotte Brändström | John D. Payne en Patrick McKay | 30 september 2022   |
| Adars leger bestormt de wachttoren maar die blijkt verlaten te zijn. Het is een valstrik waarbij Arondir de buitenpoort sluit en de wachttoren vernietigt, dat neerstort op het Orkenleger in het binnenplein. De gevluchte dorpelingen gaan terug naar Tirharad en bereiden zich voor op de aanval van de overlevende Orks. Ook Arondir keert terug en verbergt het gebroken zwaard. Hij en Bronwyn verklaren de liefde voor elkaar. De dorpelingen slagen erin de aanval van de Orks af te slaan, maar de aanvallers blijken hun als Orks verklede voormalige dorpsgenoten te zijn die Adars zijde hadden gekozen. Het echte Orkleger valt hen aan vanuit een andere richting, waarbij Bronwyn ernstig gewond geraakt. Haar zoon Theo maakt aan Adar de locatie van het verstopte zwaard bekend, zodat hij zijn moeder kan redden. Na een reis over zee verjaagt de Númenóreaanse cavalerie met Galadriel en Halbrand de Orks uit het dorp en neemt Adar gevangen. Juist daarvoor heeft hij Waldreg nog een opdracht gegeven. Tijdens het verhoor van Adar herkent Galadriel zijn afkomst als een van de Moriondor of Uruks, Elfen die door Morgoth zijn gecorrumpeerd. Adar beweert Sauron te hebben gedood. Terwijl Halbrand wordt geprezen als de koning van de Zuidlanden, realiseert Theo zich dat het gebroken zwaard, dat ze van Adar terugkregen, een afleiding is. Waldreg heeft het echte zwaard en steekt het in een mechanisme aan de ingestorte wachttoren, dat een nabijgelegen dam opent. Het water stroomt door de Orkentunnels naar Orodruin en botst met magma, wat een vulkaanuitbarsting veroorzaakt. Een asregen stort zich over het hele land en vernietigt Tirharad. |                |                                                  |                      |                                |                     |
| 7 | 7              | The Eye                                          | Charlotte Brändström | John D. Payne en Patrick McKay | 7 oktober 2022      |
| Overlevende dorpelingen en soldaten ontvluchten brandend Tirharad naar het kamp van de Númenóreanen. Míriel heeft haar gezichtsvermogen verloren en Isildur wordt vermist. Galadriel begeleidt een zwaargewonde Halbrand naar Eregion voor Elfen-medicijnen. Nori's karavaan ontdekt dat hun bosbestemming is verwoest door de uitbarsting van Orodruin. De poging van de Vreemdeling om een boom te herstellen lijkt te mislukken waarna hij door de Harfoots wordt gedwongen te vertrekken. Echter de volgende dag is het hele bos weer aangegroeid. Terwijl de Harfoots zich verheugen, ontmoeten ze een mysterieus trio vrouwelijke wezens dat op zoek is naar de Vreemdeling. Na een mislukte poging van Nori om hen te misleiden, steekt het trio de caravans van de Harfoots in brand. Nori, haar stiefmoeder Marigold, Poppy en Sadoc Burrows (Harfoots' leider en hoofdgids) gaan op zoek naar de Vreemdeling om hem te waarschuwen. In Khazad-dûm vraagt Elrond om mithril, maar koning Durin III weigert en beweert dat het Elventijdperk ten einde is. Als Elrond teleurgesteld vertrekt, ontdekt prins Durin bij toeval het vermogen van Mithril om de Elvenziekte in een blad te genezen. Hij roept Elrond terug en begint zelf stiekem het erts te delven. Net als hij een grote mithril-ader raakt, valt koning Durin binnen met soldaten. Hij verbant Elrond en berooft prins Durin van zijn koninklijke titel. De mithril-mijn wordt verzegeld, waarbij men niet beseft dat er een Balrog-monster gewekt is. De verwoeste Zuidlanden worden omgedoopt tot Mordor. |                |                                                  |                      |                                |                     |
| 8 | 8              | Alloyed                                          | Wayne Yip            | John D. Payne en Patrick McKay | 14 oktober 2022     |
| De gewonde Halbrand wordt verzorgd in Eregion. Hij brengt Celebrimbor op het idee om mithril te smeden met andere metalen om de sterkte ervan te vergroten. Galadriel wordt achterdochtig en onderzoekt de koninklijke bloedlijn van de Zuidlanden. Ze ontdekt dat Halbrand niet de koning is van de Zuidlanden en confronteert hem ermee. Hij onthult dat hij Sauron is en vraagt Galadriel om samen over Midden-aarde te heersen, maar ze weigert. Sauron overmeestert Galadriel en vlucht naar Mordor. Galadriel, Elrond en Celebrimbor smeden drie ringen van mithril. In het Oosten ontmoet de Vreemdeling het mysterieuze trio, die hem begroeten als Heer Sauron en zweren hem zijn dienaars te zijn. Nori slaagt erin de magische staf van de leidster te stelen, wel ten koste van Sadocs leven. The Vreemdeling gebruikt de staf om het trio te verslaan. Ze beseffen dat hij niet Sauron is, maar een van de Istari. Poppy wordt de nieuwe hoofdgids van de Harfoots. Nori verlaat de groep om samen met de Vreemdeling naar het oosten te reizen, richting Rhûn. Elendil en Míriel varen terug naar Númenór en krijgen te horen dat koning Tar-Palantir is overleden. |                |                                                  |                      |                                |                     |

## Ontvangst

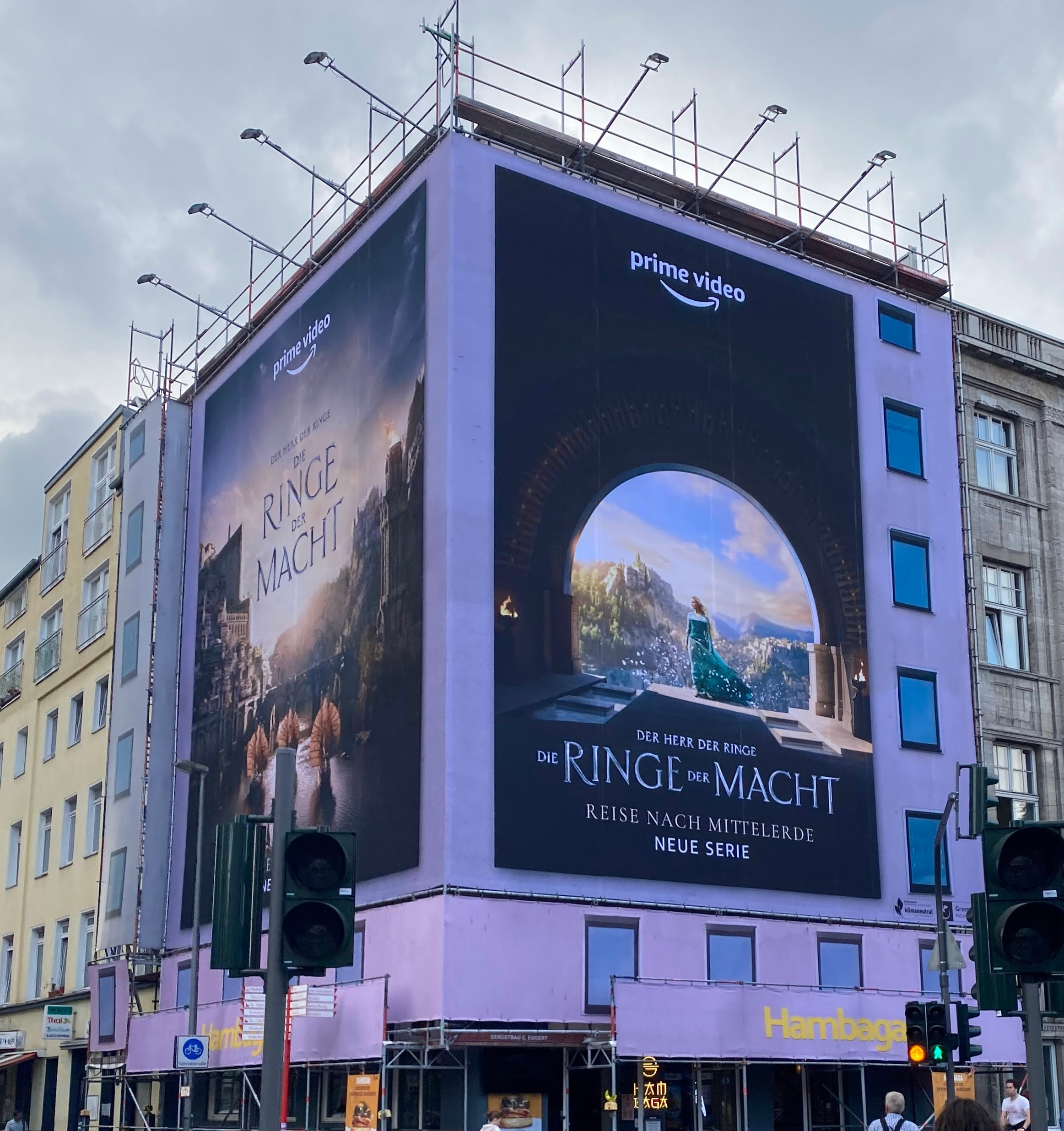
Reclame in Keulen, Duitsland

Op de premièredag van de serie trok The Rings of Power 25 miljoen kijkers. Daarmee was het de beste bekeken première ooit voor de streamingdienst van Amazon. Op Rotten Tomatoes kreeg de serie 83 procent van de recensenten en 38 procent van het publiek. De serie kreeg van de gebruikers van IMDb gemiddeld een 7,0. Van recensenten kreeg de serie positieve kritieken, maar de serie kreeg wel last van "review bombing". Een aantal kijkers was ontevreden over het feit dat de producenten gekleurde acteurs hadden gecast voor de rollen van enkele elfen en dwergen. Uit onderzoek naar de kijkcijfers van de serie bleek dat 37 procent van de Amerikaanse kijkers die begonnen waren aan The Rings of Power de serie ook heeft afgekeken. Buiten de VS scoorde de serie beter, daar keek 45 procent van de kijkers het seizoen af.
Na het bekijken van het gehele seizoen concludeerde recensent Marc van Springel van het tijdschrift Humo dat The Rings of Power "de grootste en duurste ramp uit de recente tv-geschiedenis" was. Hij sprak over "bordkartonnen personages" en "lachwekkend pompeuze dialogen" die de serie slecht maakten. Daarentegen was Samantha Nelson van de amusementswebsite IGN wel positief. Volgens haar deed de serie zowel tijdloos als direct relevant aan en daarnaast roemde ze het acteerwerk van Clark. Ook Mark Moorman van De Volkskrant was enthousiast en volgens hem zorgde het bij elkaar komen van de verhaallijnen in de allerlaatste aflevering voor een kippenvelmoment. Moorman gaf ook aan benieuwd te zijn naar het vervolg.
Het tweede seizoen van de serie werd positiever ontvangen dan het eerste. Op Rotten Tomatoes kreeg de serie 85 procent van de recensenten en 58 procent van de kijkers. Magazine Empire schreef over het tweede seizoen dat "dit bevat meer incidenten en spanning in het tweede seizoen dan sommige hele boeken." Recensent Jef Van Hoofstat van Het Nieuwsblad schreef dat de personages in de serie niet langer van bordkarton waren en sprak zijn lof uit voor het acteerwerk van Charlie Vickers. Variety was iets kritischer en schreef dat het tweede seizoen met dezelfde problemen had te kampen als het eerste seizoen.